# Ciara Bravo
Ciara Quinn Bravo (Alexandria (Kentucky), 18 maart 1997) is een Amerikaans actrice. Ze is bekend door haar rol in Big Time Rush.

## Filmografie
| Film | Film                                       | Film         | Film            |
| Jaar | Productie                                  | Rol          | Opmerkingen     |
| ---- | ------------------------------------------ | ------------ | --------------- |
| 2010 | Open Season 3                              | Giselita     | Alleen als stem |
| 2011 | Big Time Rush                              | Katie Knight |                 |
| 2011 | Happiness is A Warm Blanket, Charlie Brown |              | Alleen als stem |
| 2011 | My Dog's Christmas Miracle                 | Heather      | Alleen als stem |
| 2011 | Ice Age: A Mammoth Christmas               | Peaches      | Alleen als stem |
| 2012 | Big Time Movie                             | Katie Knight |                 |
| 2013 | Swindle                                    | Melissa Bing |                 |
| 2013 | Jinxed                                     | Meg Murphy   | Televisiefilm   |
| 2014 | Red Band Society                           | Emma Chota   |                 |
| 2017 | To the Bone                                | Tracy        |                 |
| 2019 | Wayne                                      | Delilah      |                 |
| 2021 | Cherry                                     | Emily        |                 |